# Prehistoric Ice Man
«Prehistoric Ice Man» (En España «El troglodita congelado» y en Hispanoamérica «El hombre prehistórico de hielo») es el episodio 18 y último de la segunda temporada de la serie animada South Park.

## Trama
El episodio comienza cuando los 4 chicos protagonistas (Stan, Kyle, Kenny y Cartman) ven a Steve Irwin en su reconocido rol de Cazador de Cocodrilos en TV. Inspirados en él deciden cazar en el bosque pero accidentalmente Kyle cae en un agujero, Stan sujeto de una cuerda trata de sacarlo y durante ese rescate, Stan observa a un hombre congelado. Los chicos deciden llevar al pueblo al hombre congelado (probablemente un Neanderthal) esperando cobrar una recompensa, pero el supuesto cavernícola es llevado por el Dr. Mephisto esperando hacer los exámenes forenses respectivos y les dice a los chicos que no puede darles una recompensa pero sí le pueden dar un nombre al hombre congelado. Stan y Kyle se disputan el descubrimiento del hombre tratando de llamarlo "Gorak" (según Stan) o "Steve" (según Kyle), Mephisto decide llamarlo "Steve".
En el laboratorio de Mephisto, este y su asistente Kevin descongelan al hombre, el cual no es un hombre prehistórico pero según él "es de la prehistórica era 1996) viendo que llevaba ropa marca Eddie Bauer. A pesar de que el hombre estaba congelado 32 meses, Mephisto lo trata cono un Neanderthal mientras que el Oficial Barbrady escoge a Stan para que hable con él (para rabia de Kyle). Stan habla con él viendo que hablaba un perfecto inglés pero el hombre se altera al saber que vive en 1999 estando congelado 32 meses. El supuesto hombre prehistórico llama la atención del FBI y Mephisto decide poner a "Steve" como atractivo científico.
Stan y Kyle viendo lo inhumano que era tratado "Steve" (cuyo nombre real era Larry) lo liberan y este vuelve a su hogar para luego ver cómo su entonces esposa había contraído de nuevo matrimonio y con dos nuevos hijos (curiosamente uno de ellos con 5 años antes de que Larry cayese congelado). Triste, Larry trata de congelarse de nuevo y Kyle le trae una guía turística sobre Des Moines, Iowa, una ciudad donde todo era anticuado. Sin pensarlo dos veces, Larry acepta. Mephisto, Cartman y el FBI guiados por Irwin se dan a la tarea de buscar a Larry quien decide tomar el tren a Des Moines. Durante una persecución en la cual el tren se sale de los rieles e Irwin muere, Larry escapa en un helicóptero. Antes Larry le da una lección de amistad a Stan y Kyle ya que ambos a pesar de pelear, ambos lo hicieron por el bienestar de él lo que los hace buenos amigos. El episodio termina cuando Cartman aun queriendo emular a Irwin trata de cazar a una vaca pero su cabeza termina en el ano del bovino.

## Muerte de Kenny
Aplastado por una banda transportadora mientras ve al "Hombre prehistórico".